# Chadzjidimovo
Chadzjidimovo of Hadžidimovo (Bulgaars: Хаджидимово, Hadzhidimovo) is een kleine stad en een gemeente in de Bulgaarse oblast Blagoëvgrad. De stad ligt hemelsbreed ongeveer 83 km ten zuidoosten van Blagoëvgrad en 138 km ten zuidoosten van Sofia.

## Geografie

### Ligging
De gemeente Chadzjidimovo is gelegen in het zuidoostelijke deel van de oblast Blagoëvgrad en heeft een oppervlakte van 327,778 km², waarmee het de dertiende van de 14 gemeenten van de oblast is (oftewel: 5,09% van het grondgebied). De grenzen zijn als volgt:
- in het westen - gemeente Sandanski;
- in het noorden - de gemeente Gotse Deltsjev en de gemeente Garmen;
- in het oosten - gemeente Satovtsja;
- in het zuiden - Kato Nevrokopi, Griekenland.

### Reliëf
Het reliëf van de gemeente is divers, maar grotendeels bergachtig. In het noorden en centrale deel van de gemeente, dicht bij de stad Chadzjidimovo, ligt de Gotse Deltsjev-vallei. Het hoogste punt is de "Goljam Tsarev"-piek van het Slavjankagebergte op 2183 meter hoogte, gevolgd door de "Moetorok" (1971 meter) van het Piringebergte.

## Bevolking
De stad Chadzjidimovo en de veertien nabijgelegen dorpen hebben sinds de val van het communisme te kampen met een bevolkingskrimp. In 2020 telde de stad 2.409 inwoners, een daling ten opzichte van het maximum van 3.162 inwoners in 1992. De gemeente is grotendeels ruraal: in 2020 bedroeg de urbanisatiegraad 27%.

### Etnische samenstelling
In de stad Chadzjidimovo wonen grotendeels etnische Bulgaren. In de optionele volkstelling van 2011 identificeerden 2.336 van de 2.618 ondervraagden zichzelf met de "Bulgaarse etniciteit", oftewel 89,2% van alle ondervraagden. De rest van de respondenten bestond vooral uit etnische Roma (263 personen, 10%).

### Religie
De laatste volkstelling werd uitgevoerd in februari 2011 en was optioneel. Van de 10.091 inwoners kozen er 2.088 om het censusformulier niet in te vullen. Van de 8.003 ondervraagden noemden 5.045 zichzelf aanhanger van de Bulgaars-Orthodoxe Kerk, oftewel 63% van alle ondervraagden. Daarnaast werden er 2.767 moslims geregistreerd (34,6% van alle ondervraagden). De rest van de bevolking had een andere geloofsovertuiging of was niet religieus.
| Religieuze samenstelling in februari 2011 | Religieuze samenstelling in februari 2011 | Religieuze samenstelling in februari 2011 | Religieuze samenstelling in februari 2011 | Religieuze samenstelling in februari 2011 |
| ----------------------------------------- | ----------------------------------------- | ----------------------------------------- | ----------------------------------------- | ----------------------------------------- |
|                                           |                                           |                                           |                                           |                                           |
| Bulgaars-Orthodoxe Kerk                   | Bulgaars-Orthodoxe Kerk                   |                                           | 63,04%                                    | 63,04%                                    |
| Katholieke Kerk                           | Katholieke Kerk                           |                                           | 0,16%                                     | 0,16%                                     |
| Protestantisme                            | Protestantisme                            |                                           | 0,00%                                     | 0,00%                                     |
| Islam                                     | Islam                                     |                                           | 34,57%                                    | 34,57%                                    |
| Geen                                      | Geen                                      |                                           | 0,14%                                     | 0,14%                                     |
| Anders/ Onbekend                          | Anders/ Onbekend                          |                                           | 2,09%                                     | 2,09%                                     |

## Economie
De belangrijkste economische activiteiten zijn geconcentreerd in de stad Chadzjidimovo en in de dorpen Koprivlen en Ablanitsa. De secundaire sector is de belangrijkste bron van inkomsten - bijna 70% van het netto-inkomen van de gemeente wordt gegenereerd via deze sector. De belangrijkste inkomstenbron van de plattelandsbevolking is tabaksteelt en veeteelt. Via Chadzjidimovo rijden er dagelijks bussen naar Gotse Deltsjev, Satotsja, Blagoëvgrad en Sofia.

## Gemeentelijke kernen
De gemeente Chadzjidimovo bestaat uit de onderstaande 15 plaatsen:
- Chadzjidimovo (Хаджидимово)
- Ablanitsa (Абланица)
- Beslen (Беслен)
- Blatska (Блатска)
- Gajtaninovo (Гайтаниново)
- Ilinden (Илинден)
- Koprivlen (Копривлен)
- Laki (Лъки)
- Nova Lovtsja (Нова Ловча)
- Novo Leski (Ново Лески)
- Paril (Парил)
- Petrelik (Петрелик)
- Sadovo (Садово)
- Teplen (Теплен)
- Tesjovo (Тешово)

Bestuurlijk centrum: Blagoëvgrad
 Bansko · Belitsa · Blagoëvgrad · Garmen · Gotse Deltsjev · Chadzjidimovo · Kresna · Petritsj · Razlog · Sandanski · Satovtsja · Simitli · Stroemjani · Jakoroeda